# Túa Blesa
José Ángel Blesa Lalinde, más conocido como Túa Blesa, (Zaragoza, 1950) es catedrático de Teoría de la literatura y Literatura comparada de la Universidad de Zaragoza y crítico literario.

## Trayectoria
Es autor de los libros Scriptor ludens , Leopoldo María Panero, el último poeta , Gimferrerías, entre otros. Es uno de los estudiosos y revisores de la obra del poeta Leopoldo María Panero más importantes. Como teórico de la literatura, destacan sus aportaciones en la descripción y la clasificación del fenómeno de la logofagia.
Doctorado por la Universidad de Zaragoza en 1981, con la tesis: La expresión de la causa en el español actual.

## Curiosidades
Túa Blesa ha formado parte del grupo de rock Doctor Túa y los Graduados.

## Obras
- Leopoldo María Panero, poeta póstumo. 2019. ISBN 978-84-9895-654-2
- Maurice Blanchot: la pasión del errar. 2019. ISBN 978-84-9168-341-4
- Lecturas de la ilegibilidad en el arte. [Salamanca] : Delirio, 2011. ISBN 978-84-937495-9-0
- Cuentos completos, de Leopoldo María Panero (ed.). Madrid : Páginas de Espuma, 2007. ISBN 978-84-95642-95-0
- Tránsitos: escritos sobre poesía. Tirant lo Blanch, 2004. ISBN 84-8456-093-7
- Logofagias: los trazos del silencio. Universidad de Zaragoza, 1998. ISBN 84-922916-6-4